# Кириакеика
Кириакеика (на гръцки: Κυριακαίικα) със старо име Саракацанеи (Σαρακατσαναίοι) е село в Егейска Македония, Гърция, дем Кукуш, област Централна Македония.

## География
Селото е разположено на 5 километра западно от демовия център Кукуш (Килкис).

## История
Край Кириакеика е открито селище от римската епоха, обявено в 1996 година за паметник на културата. Разположено е на трапецовиден хълм с височина 1500 m. Открита е римска керамика и некропол.
| Година    | 1913 | 1920 | 1928 | 1940 | 1951 | 1961 | 1971 | 1981 | 1991 | 2001 | 2011 | 2021 |
| --------- | ---- | ---- | ---- | ---- | ---- | ---- | ---- | ---- | ---- | ---- | ---- | ---- |
| Население |      |      |      |      |      |      |      |      | 45   | 55   | 14   | 11   |